# Ústí (okres Vsetín)
Obec Ústí se nachází v okrese Vsetín ve Zlínském kraji. Žije zde 615 obyvatel.
Obcí protéká řeka Vsetínská Bečva a Senice.

## Historie
První písemná zmínka o obci pochází z roku 1505. Od 1. ledna 1975 do 31. prosince 1991 byla obec součástí Vsetína.

## Současnost
V obci působí i Sbor dobrovolných hasičů a myslivecký spolek.
Plynofikace proběhla v roce 2000 a obec v roce 2014 vystavěla kanalizace. V roce 2006 proběhla rekonstrukce dětského hřiště u trati, kde byl nevyhovující asfaltový povrch nahrazen umělou trávou. V roce 2006 proběhlo otočení fotbalového hřiště u dolního nádraží, z důvodu růstu průmyslové zóny. Byly také přistavěny nové fotbalové šatny.
Obec se má stát tepnou cyklostezky BEVLAVA (Bečva–Vlára–Váh). Část, která bude vést obcí má být kompletně zprovozněna v roce 2021.[kdy?] Již dnes se ale člověk na bruslích, pěšky či na kole může dostat mimo silnic pro motorová vozidla do těchto lokalit – Valašské Meziříčí, Rožnov pod Radhoštěm, Hošťálková, Lužná nebo Velké Karlovice.

## Sportovní úspěchy
V obci působí amatérský fotbalový, šachový, nohejbalový klub a volejbalový klub.
Fotbal
Velkého úspěchu dosáhli mužští fotbalisté v sezoně 2017/2018, kdy se z druhého místa dokázali po více než 10 letech vrátit do okresního přeboru. V následujících několika sezónách se v něm dokázali udržet a dosáhli na umístění ve středu tabulky.  V sezóně 2024/25 pak dokázali z druhého místa postoupit do I.B třídy Zlínského kraje. Tým  má také úspěchy v mládežnických kategoriích. Starší žáci v sezóně 2024/25 ovládli okresní přebor a postoupili do krajské soutěže. Jako hlavní úspěch je bráno udržení většiny mládežnických kategorií (5), kde klub provází děti již od 4 let věku. V současné době klub registruje více než 100 aktivních členů. 
Šachy
Šachový klub je v obci také na velmi vysoké úrovni. Registruje dvě mužstva mužů. A tým momentálně hraje krajskou soutěž mužů. B tým je na špici regionálního přeboru. I šachový klub má spoustu mládežníků. Mezi největší úspěchy patří 5. místo v 1.lize mládeže – skupina Východ.

## Pamětihodnosti
- Socha svatého Jana Nepomuckého z roku 1775, na hrázi řeky Bečvy
- Pomník padlým obou světových válek, na pomyslné návsi

## Galerie

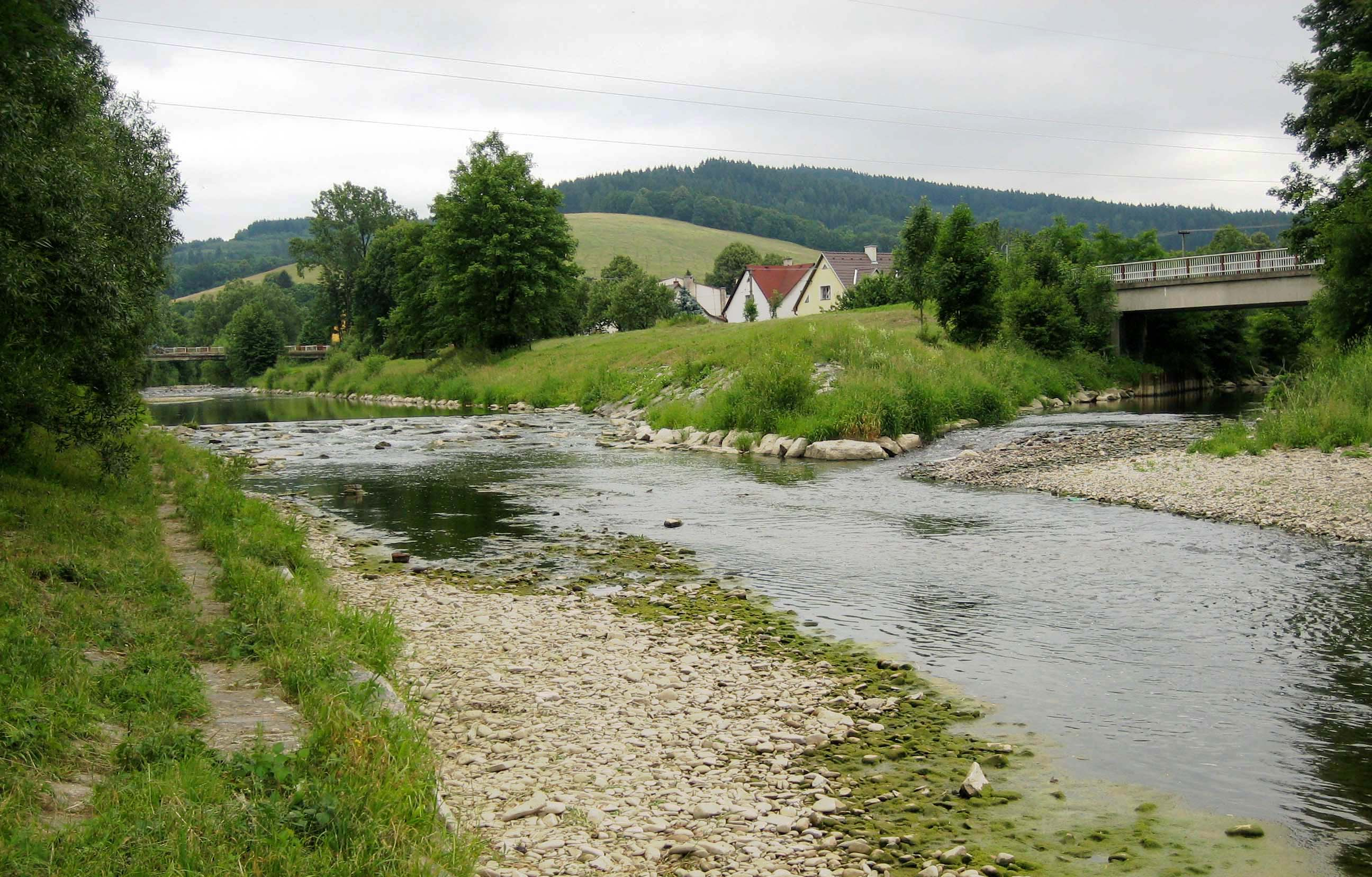
Vsetínská Bečva a ústí Valašské Senice v obci
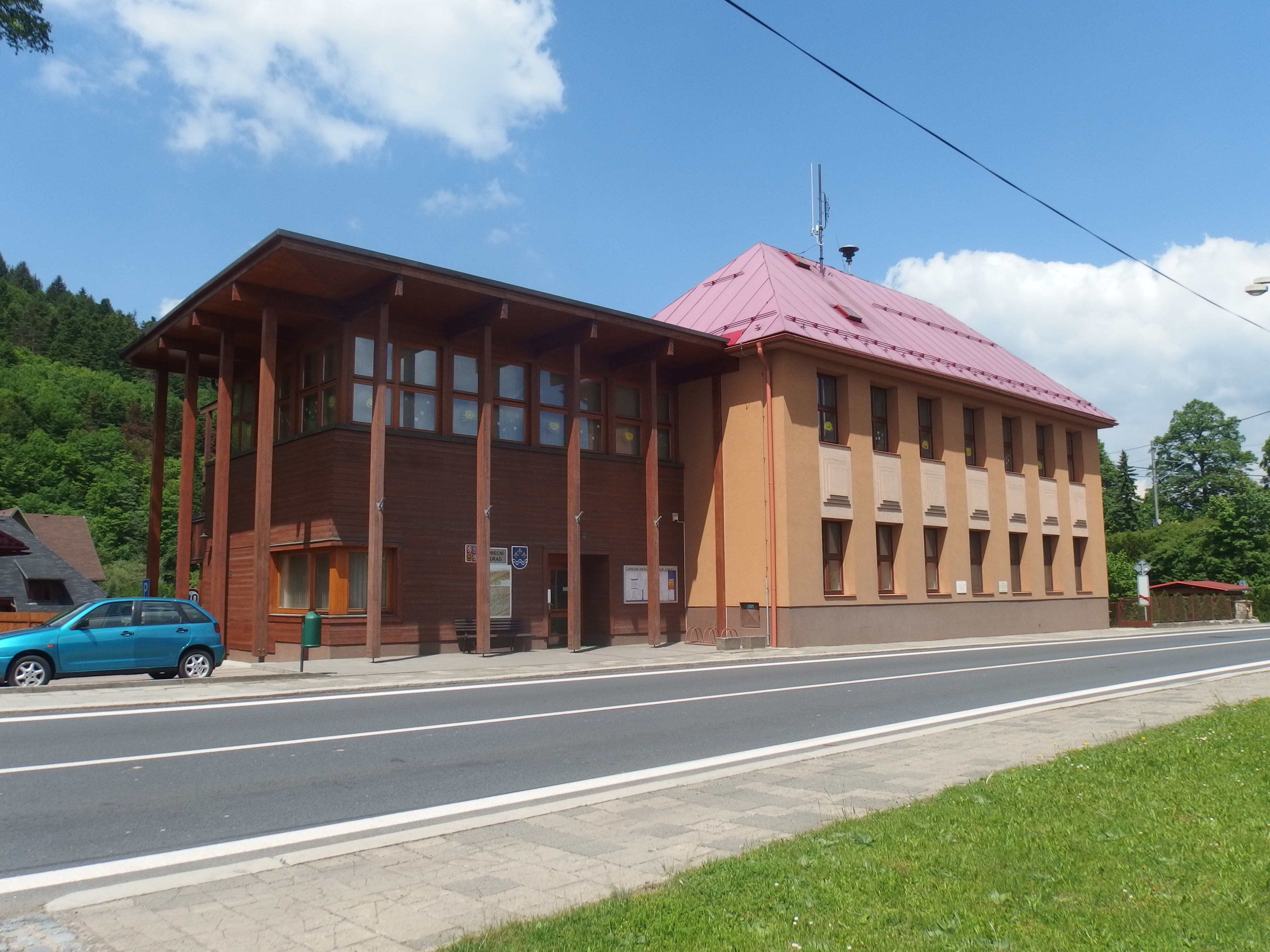
Obecní úřad
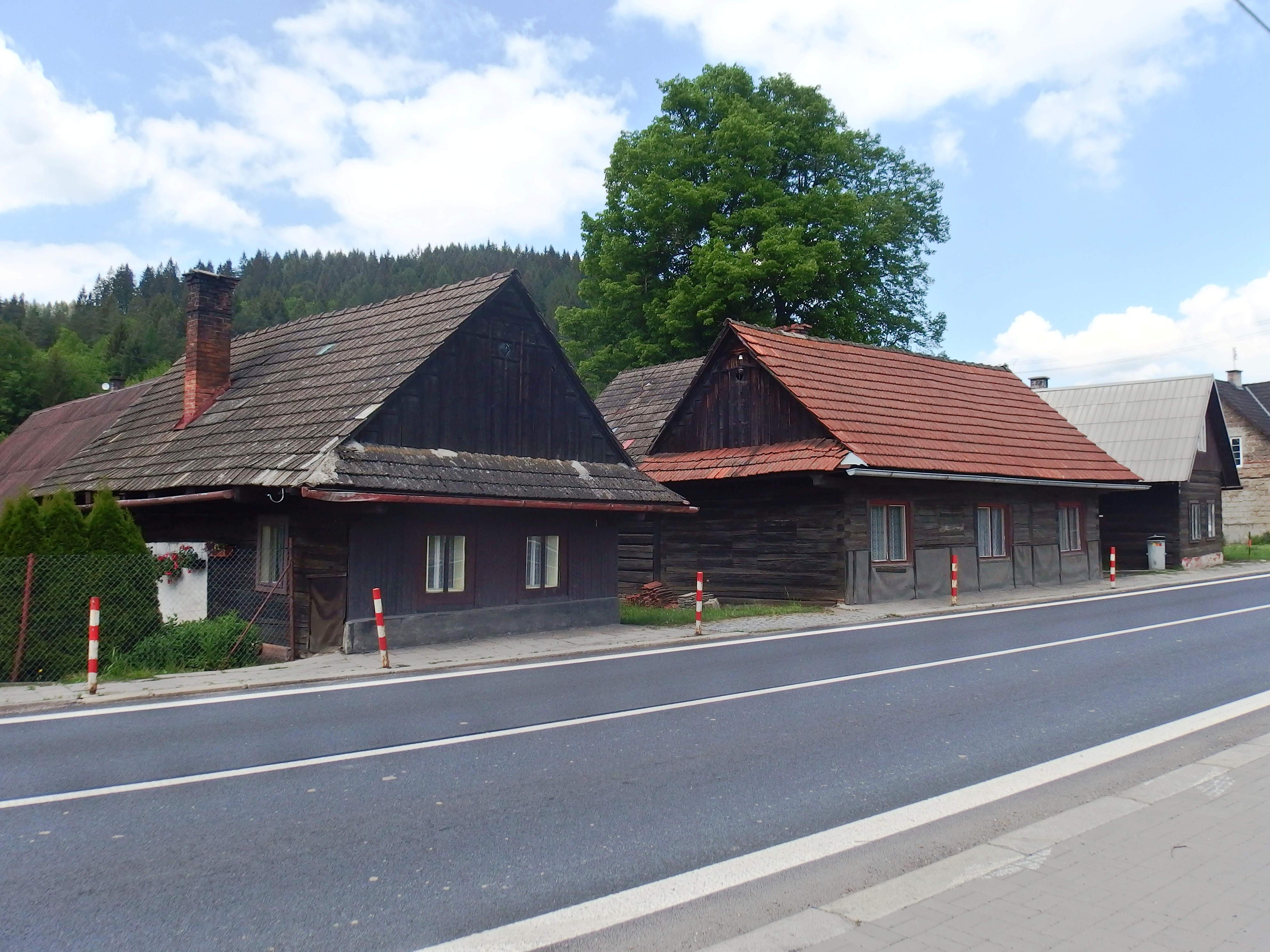
Několik dobře zachovalých roubených domů
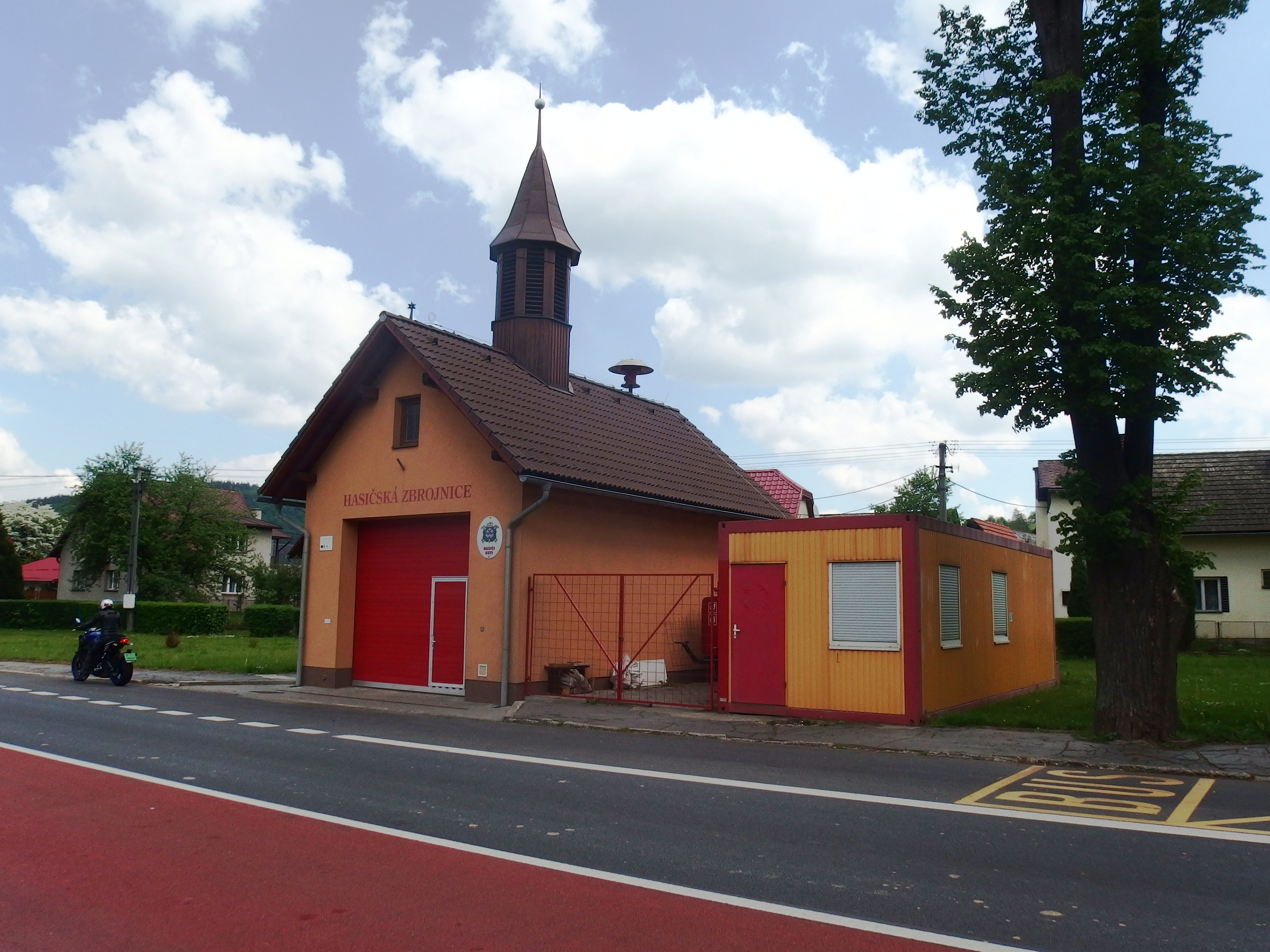
Hasičská zbrojnice
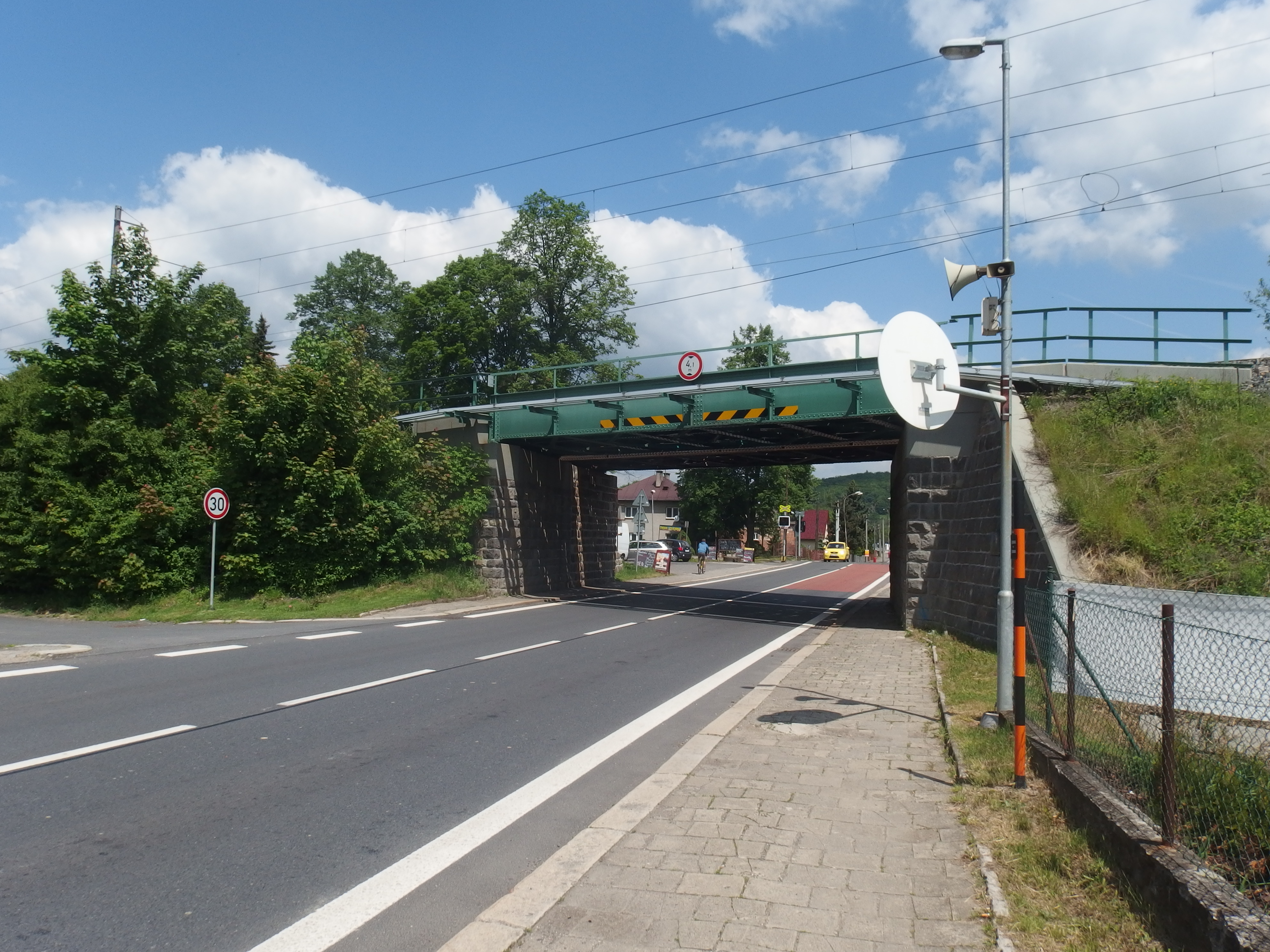
Podjezd pod železniční tratí Valašské Meziříčí-Horní Lideč
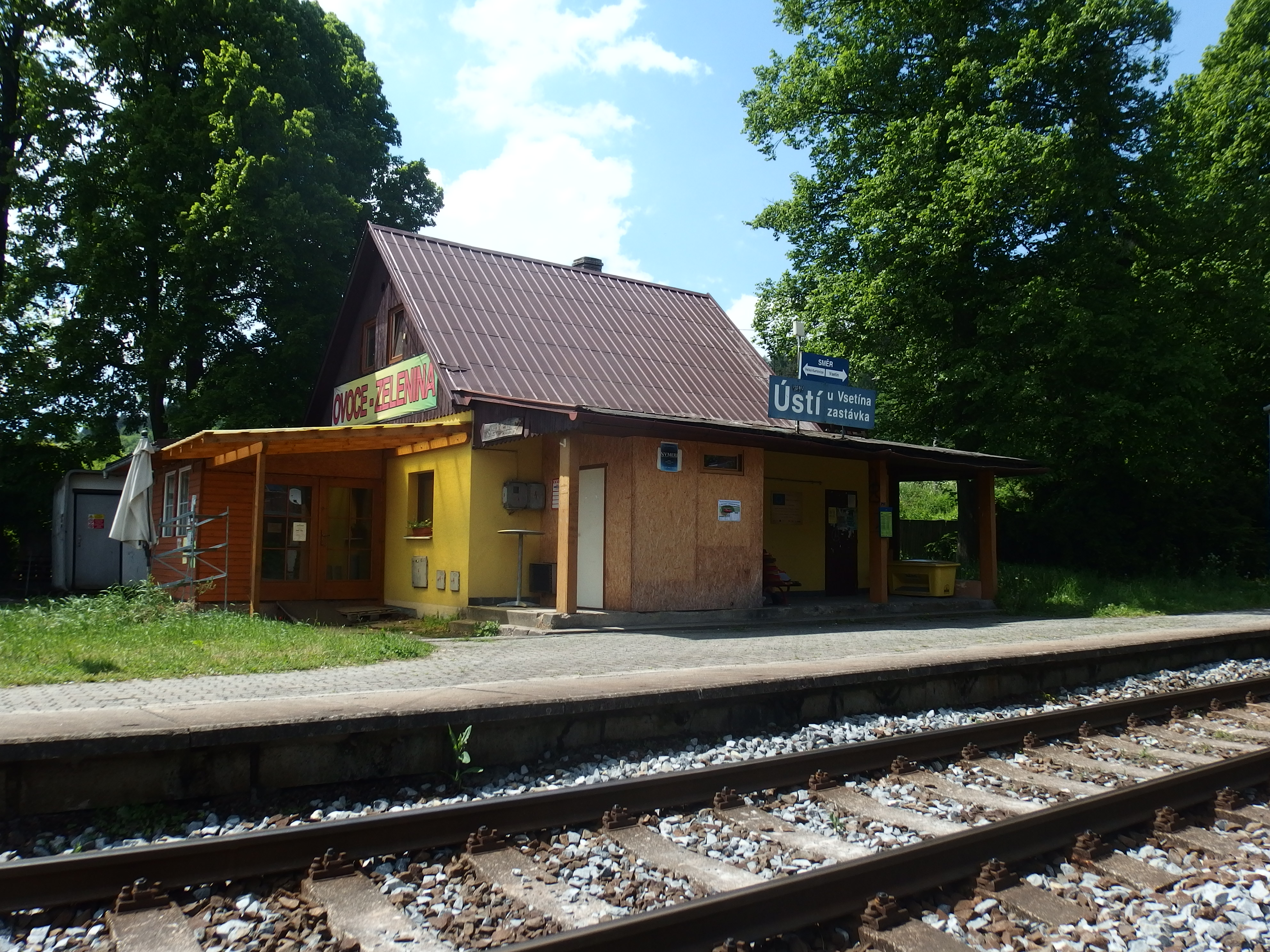
Železniční zastávka

## Železniční doprava
Obec leží na dvou železničních tratích (Vsetín – Velké Karlovice, Vsetín – Horní Lideč), na nichž obou je zřízena vlaková zastávka. Ještě roku 1957 nesla zastávka na trati Vsetín-Horní Lideč nápis Leskovec. Zastávka leží mimo obě obce, obyvatelé obou obcí to k ní mají dosti daleko. Proto přestala být zastávka kolem roku 1995 obsluhována. Dnes zajišťuje vlakovou dopravu zastávka Ústí u Vsetína zastávka ležící na trati Vsetín – Velké Karlovice (282).
V roce 1979 se na trati Horní Lideč – Vsetín stala vážná železniční havárie, při níž uniklo do prostředí několik set tun petroleje. Z důvodu znečištění podzemních vod byl vystavěn vodovod.